# Starta eget-bidrag
Starta eget-bidrag är en folklig beteckning på ett stöd till start av näringsverksamhet.
Stödet administreras av arbetsförmedlingen. Stöd kan endast utgå till den som är 25 år eller äldre och samtidigt är arbetslös eller riskerar att bli arbetslös. Undantag finns.
Stödet lämnas endast till den som bedöms ha goda förutsättningar att driva företag och om verksamheten kan bedöms få en tillfredsställande lönsamhet och ge varaktig sysselsättning. Stödet får inte snedvrida konkurrensförutsättningarna för annan verksamhet. Stöd till start av näringsverksamhet får inte lämnas till verksamheten inom jordbruk- och transportsektorn, dock kan undantag göras för taxiverksamhet.
Den som är arbetslös och har funktionsnedsättning kan få särskilt stöd; dock högst med 60 000 kr enligt förordning (2000:630) om särskilda insatser för personer med funktionshinder som medför nedsatt arbetsförmåga.
Stödet är skattepliktigt.